# Studioni Plios
Studioni Plios (en rus: Студёный Плёс) és un poble (un possiólok) de l'óblast de Kémerovo, a Rússia, que en el cens del 2010 tenia 21 habitants, pertany al districte de Mejdurétxensk.